# San Miguel de Valero
Pour les articles homonymes, voir Valero (homonymie).
San Miguel de Valero est une commune de la province de Salamanque dans la communauté autonome de Castille-et-León en Espagne.

## Géographie

### Communes limitrophes
|            | Navarredonda de la Rinconada, Escurial de la Sierra, Linares de Riofrío |              |
| La Bastida | San Miguel de Valero                                                    | El Tornadizo |
|            | Valero, San Esteban de la Sierra                                        |              |

## Démographie
Évolution démographique depuis 1900
| 1900 | 1910 | 1920 | 1930 | 1940 | 1950 | 1960 | 1970 | 1981 | 1991 | 2000 | 2014 | 2017 | 2019 |
| ---- | ---- | ---- | ---- | ---- | ---- | ---- | ---- | ---- | ---- | ---- | ---- | ---- | ---- |
| 959  | 877  | 883  | 994  | 1077 | 1070 | 883  | 599  | 510  | 438  | 431  | 366  | 334  | 334  |